# Дечко Караджов
Вижте пояснителната страница за други личности с името Дечко Караджов.
Дечко Дянков Караджов е български дипломат, пълномощен посланик в Берлин, Белград и Рим.

## Биография
Дечко Караджов е на 3 май 1889 г. в село Новоселци, днес град Елин Пелин в семейството на Дянко Караджов и Дешка Стомонякова. Баща му е бил окръжен управител на Стара Загора и кмет на Варна. Учи в село Шипка и Варна основно образование, а завършва средно образование в кадетския корпус в Полтава, Руска империя. От 1909 г. е служи от българската армия. Взема участие в Балканската (1912 – 1913), Междусъюзническата (1913) и Първата световна войни (1915 – 1918). Служи в 4-ти артилерийски полк. Носител е на 3 ордена за храброст, както и офицерски кръст на орден „Св. Александър“. Уволнява се от армията на 8 февруари 1920 г. като част от клаузите на Ньойския мирен договор. През 1921 г. завършва право в Софийския университет, а след това специализира в Париж, където получава титлата доктор на политическите и юридическите науки. Сключва брак с Евгения Тантилова, дъщеря на д-р Христо Тантилов. След това постъпва в Министерството на външните работи и изповеданията, като работи в канцеларията на двореца. От 3 септември 1923 г. е помощник-началник на Информационното бюро при Дирекцията на печата. От 1924 г. е втори секретар на българската легация във Виена.
На 19 август 1927 г. Дечко Караджов е назначен за първи секретар при министерството става началник на архивите, както и пазител на тайната архива. Остава на тази длъжност до 21 юли 1930 г. От 1930 до 1931 г. е първи секретар на легацията в Рим, а след това до 1933 г. е консул в Милано. Между 1933 и 1935 г. е началник на Консулско-стопанския отдел в Централното управление на министерството на външните работи и изповеданията. През 1935 г. е извънреден и пълномощен посланик в Прага. След това от 1936 до 1937 г. е пълномощен министър в Белград. Последователно е пълономощен министър в Берлин (1937), Берн (1938) и Рим (1940 – 1943). Бил е представител на България в ОН и Международното бюро на труда в Женева. Освободен е от поста си на пълномощен министър на 11 септември 1944 г. Репресиран от комунистическата власт, като на 1 април 1948 г. името му е заличено от адвокатската колегия, а софийското му жителство е отнето и е изселен в Самоков. Остава там до 1951 г. През 1976 г. предава на Централния държавен архив документи, свързани с неговия живот, които са обособени във Ф.1503К. Умира на 13 август 1977 г.

## Военни звания
- Подпоручик (22 септември 1909)
- Поручик (22 септември 1912)
- Капитан (1 октомври 1915)
- Майор (1 април 1919)

## Книги
- Караджов, Дечко Дянков, Парламентарният режим при еднокамарната система: с оглед на конституционно-парламентарната практика в България, София: Фонд Правна книжнина и чуждестр. лит. при М-во на правосъдието, 1929 (219 c.)
- Karadzov, Decko Djankov, Difficultés pour la solution satisfaisante du problème des minorités,	Sofia: Impr. de la Cour, 1929 (87 с.)